# A vér zenéje
A vér zenéje (angol eredeti címén: Blood Music) Greg Bear, amerikai író egyik legnépszerűbb tudományos-fantasztikus regénye. Eredetileg azonos címen, 1983. júniusban mint kisregény jelent meg az amerikai sci-fi folyóirat, az Analog Science Fiction and Fact magazin lapjain, és még ugyanabban az évben elnyerte a Nebula-díjat, majd 1984-ben, a legjobb kisregény kategóriában az Hugo-díjat is elnyerte.

## Születése, megjelenése, fogadtatása
A sikerre és érdeklődésre való tekintettel, 1985-ben a szerző kibővítette Hugo- és Nebula-díjakat kiérdemelt 1983-as történetet, és regényként jelentette meg a független, amerikai Arbor House kiadó jóvoltából. Az Egyesült Királyságban a Victor Gollancz kiadó gondozta a kiadványt az "SF Masterworks" sorozatában.

## Témája
Greg Bear egyik kedvelt témája a létezés (teremtés, kialakulás) mint megfigyelési eszköz. A vér zenéjében a megfigyelők létezése válik valószínűtlenné a megfigyelt (trilliónyi egysejtűből összeálló intelligens organizmus) létforma feltarthatatlan szétrajzása következtében. Regénye témakidolgozását biotechnológiai, nanotechnológiai (érintve Kim Eric Dexler 'Grey Goo' "szürke gyurma" hipotézisét arról, mi történhet replikáns, nanosejt molekulákkal, ha kikerülnek az irányításunk alól) és a mesterséges intelligenciával összefüggő mondanivalók jellemzik.

## Műfaja
Greg Beart, tudományos részletekben bővelkedő művei miatt, hard science fiction szerzőként tartják számon. A vér zenéje is ebbe a műfajba sorolható, és habár a könyv kiadása óta eltelt esztendőkben ez a behatárolás megosztja a szakértőket, de némely részlete tekintetében tekinthető cyberpunk alkotásnak is.

## Cselekménye
Vergil Ulam, a fiatal, zseniális kutató biocsipek fejlesztésével foglalkozik. Nem tiszteli a szabályokat, különcködik, ezért gyakran kerül összeütközésbe intézetének vezetőivel. Amikor egy genetikai kutatóprogram irányelveit veszi semmibe, kirúgják. Saját vérébe fecskendezve sikerül kimenekítenie kikísérletezett limfocitáit, amelyek gondolkodó, értelmes vírusként szaporodnak és terjednek. Kontinenseket fertőznek meg, s nyomukban sok különös dolog jár.

## Hatása
Ahogy Gregory Feeley egyik interjújában fogalmazott (Nemes Ernő fordítása alapján), Greg Bear egy szemérmetlen science fiction író, akinek karrierje egyik literátuséhoz és ambiciózus íróéhoz sem hasonlít; a kezdetekben nem is szándékozott olyan művet írni, amely besorolható a műfaji kategóriákba (ahogyan Brian W. Aldiss és Thomas M. Disch is tette), és nem is akarta felhasználni a fantasztikus irodalom alakjait és stratégiáját ahhoz, hogy olyan kortárs fikciót írjon, ami hasonlít a mágikus realizmushoz (ahogyan azt egymástól különböző írók, mint Harlan Ellison, Christopher Priest és Lucius Shepard többször is megtették). Amint azt Disch megjegyezte, Beart A vér zenéje című regénye okán mégis "echte science fiction" írónak tartják, és regényeiben felismerhetőek a kategóriák: science fiction, horror, kelta és shinto mondavilág (hacsak részben is).
Az 1985-ös Eontól kezdve Greg Bear nagyobb skálán kezdett dolgozni, és egy sor hosszú és monumentálisan kidolgozott "hard SF" regényt írt. A vér zenéjében is már ehhez tartotta magát - és ellentétben sok SF-szerzővel, akik csak hírből hallottak az SF alapirodalom tanulmányozásán túl a mélyebb tudományos aktualitásokról, és példaként kiemelve csak, a Scientific American, a Nature vagy a Science folyóiratokról -, Bearnek olyan mélységeket sikerült kiaknáznia, hogy a kérdésre, miszerint folytatná-e a történetet, megfelelve napjaink trendjének, a trilógiák alatt meg sem álló szerzőkhöz hasonlóan, válaszul csak annyit tudott mondani, hogy az nehéz volna. Elképzelt ugyan egy, a Gondolat Univerzumában játszódó művet, de aztán nem dolgozta ki. Az a történet már csak olyan magas síkon játszódó konfliktusokkal operálhatna, amelyek sok embert egyáltalán nem érdekelnének.
Bear 1985-ös munkája, ha léteznének ilyen feljegyzések, az első sorban lenne megemlítve, a nanotechnológia úttörő megjelenítéseként az SF irodalomban. A '83-as kisregény a science fiction első olyan műve, mely leír mikroszkópikus orvosi gépeket, és a DNS-t programozható adattároló egységként tünteti fel, amely bővíthető (növekedni képes a fehérvérsejtek interakciójával kísérve), és módosítható (mutálódik).
A vér zenéje megfilmesítési opcióját a '90-es években Lewis John Carlino, a The Great Santini rendezője vásárolta meg, aztán az ötlet süllyesztőbe került.

## Magyarul
Magyarországon, Szilágyi Tibor kiváló fordításában, a Móra Ferenc Könyvkiadó jelentette meg a regényt 1991-ben. Szerkesztője a legendás Kuczka Péter (1923–1999) volt.
- A vér zenéje; ford. Szilágyi Tibor; Móra, Bp., 1991 (A sci-fi mesterei)